# Kaihuanjärvi (sjö i Norra Österbotten)
Kaihuanjärvi är en sjö i Finland. Den ligger i kommunen Ijo i landskapet Norra Österbotten, i den centrala delen av landet, 600 km norr om huvudstaden Helsingfors. Kaihuanjärvi ligger 78 meter över havet. Arean är 42,3 hektar och strandlinjen är 3,63 kilometer lång. Sjön  ingår i Olhavanjokis huvudavrinningsområde. 